# Ruisseau d'Asse
De Ri d'Asse of Ruisseau d'Asse is een waterloop in de Belgische provincie Luik in het stroomgebied van de Maas. De beek ontspringt op het grondgebied van de gemeente Herve en ontstaat uit de samenvloeiing van twee kleinere beken: de Rosmel en Monty tussen de gehuchten Coronmeuse en Asse (waarnaar de beek vernoemd is) oostelijk van Julémont op een hoogte van ongeveer 180 meter. De beek loopt langs de zuidrand van het Bos van Mortroux en vormt er enkele kilometers de gemeentegrens tussen Herve en Dalhem. In het dorp Mortroux stroomt de Ruisseau d'Asse langs de Sint-Luciakerk en door de dorpskern, waarna ze uitmondt in de Berwijn.

## Verwijzingen
- Kaartje op Openstreetmap met het verloop van de Ruisseau d'Asse